# Kia Carens

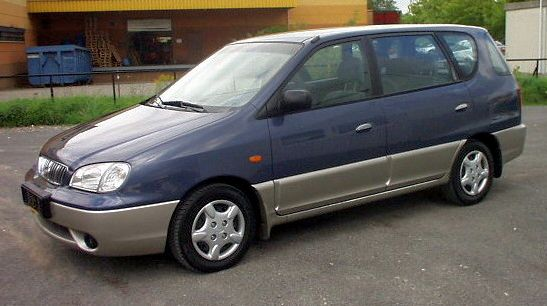
Primera generación del Kia Carens (Fase I) (RS, 1999-2002)

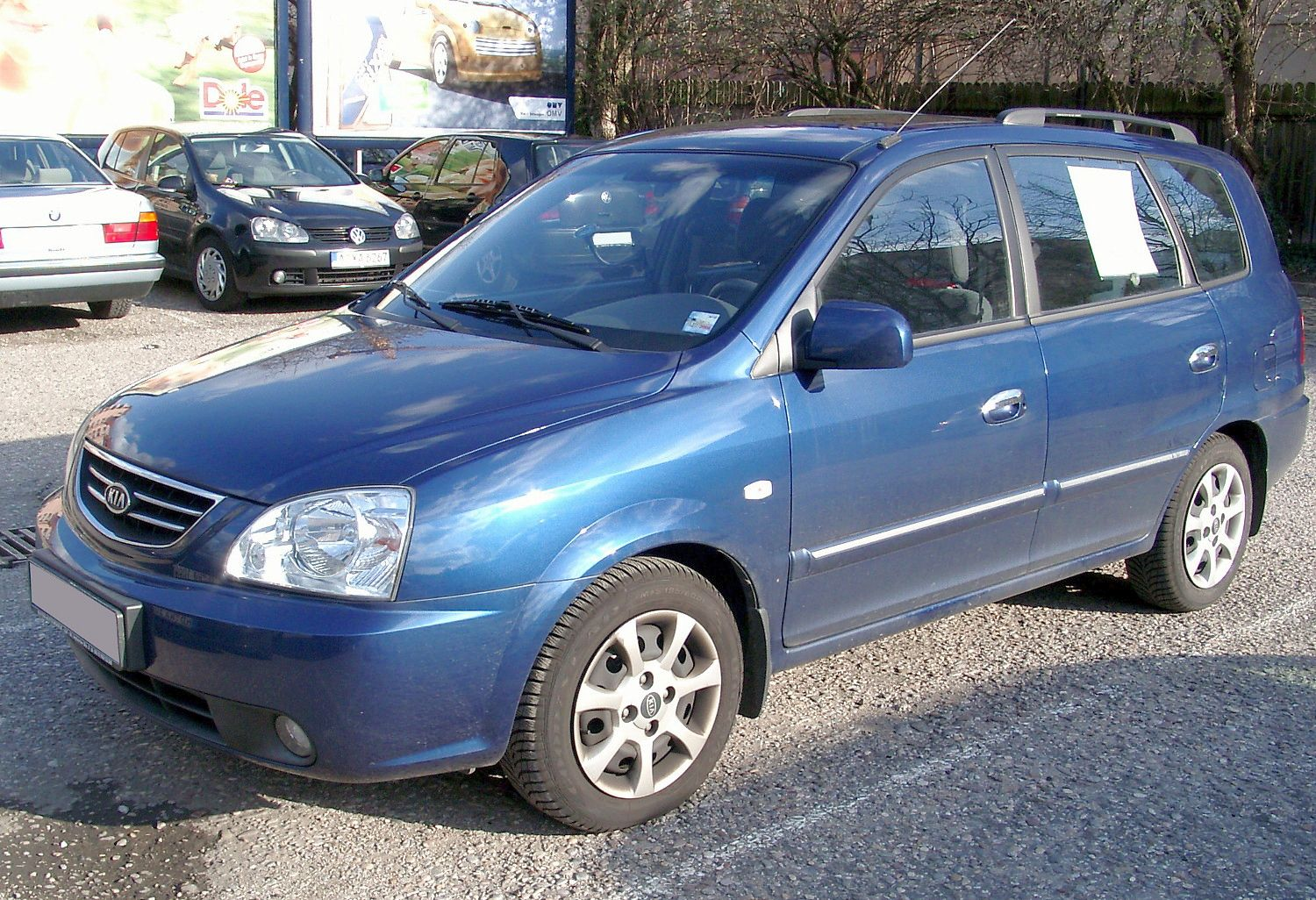
Primera generación del Kia Carens (Fase II) (FJ, 2002-2006)

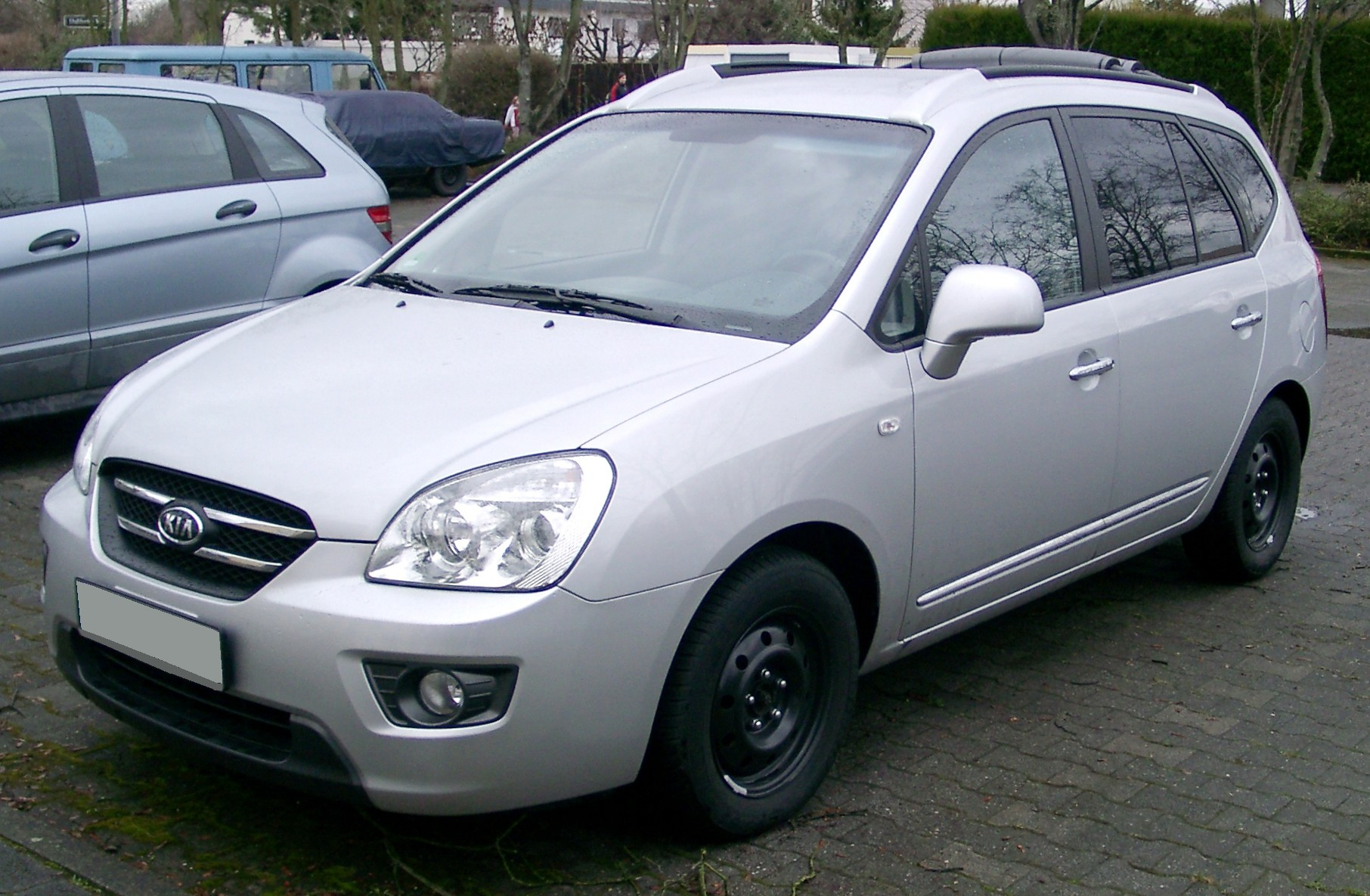
Segunda generación del Kia Carens (UN, 2006-2013)

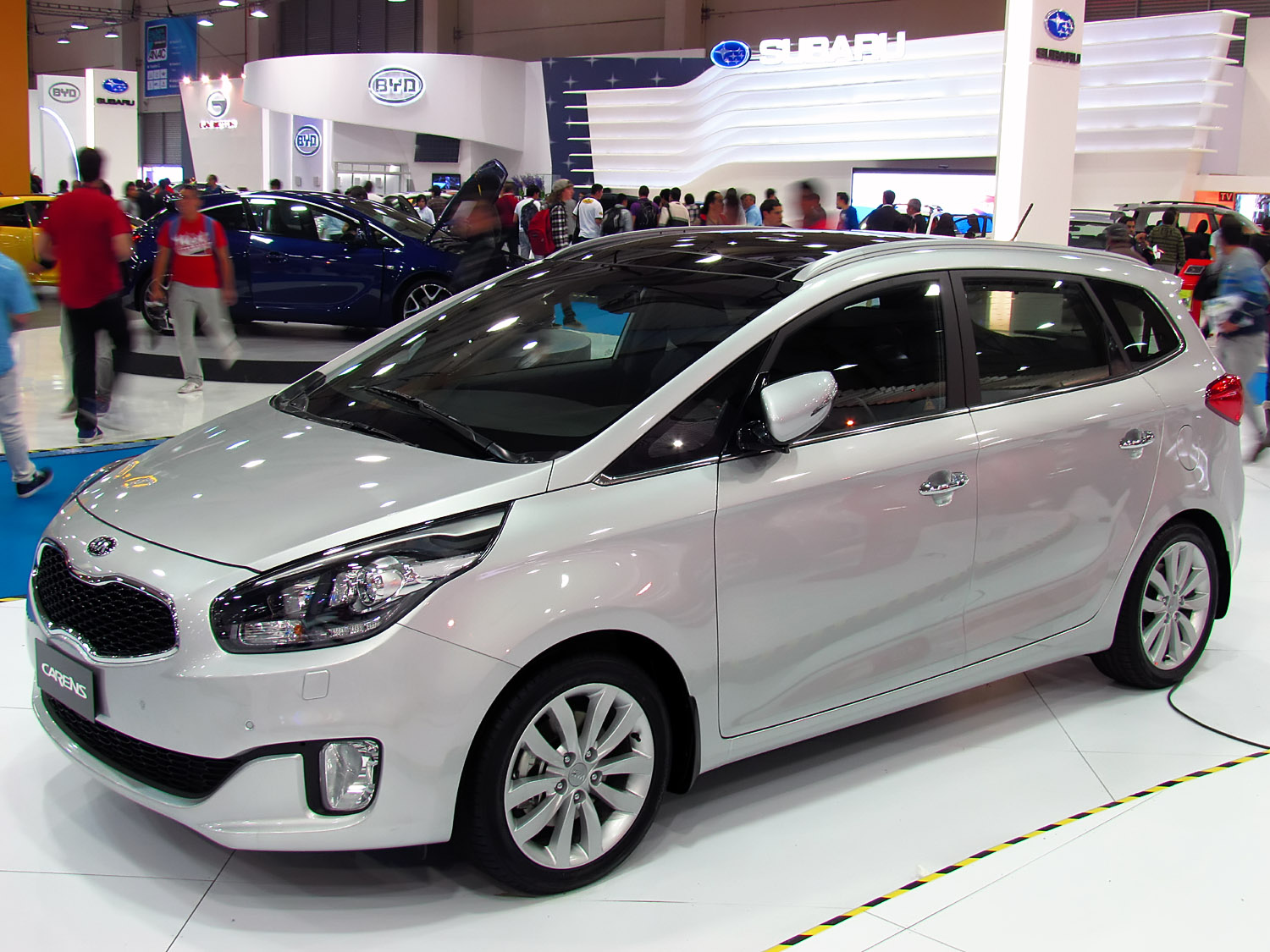
Tercera generación del Kia Carens (RP, 2013-2019)

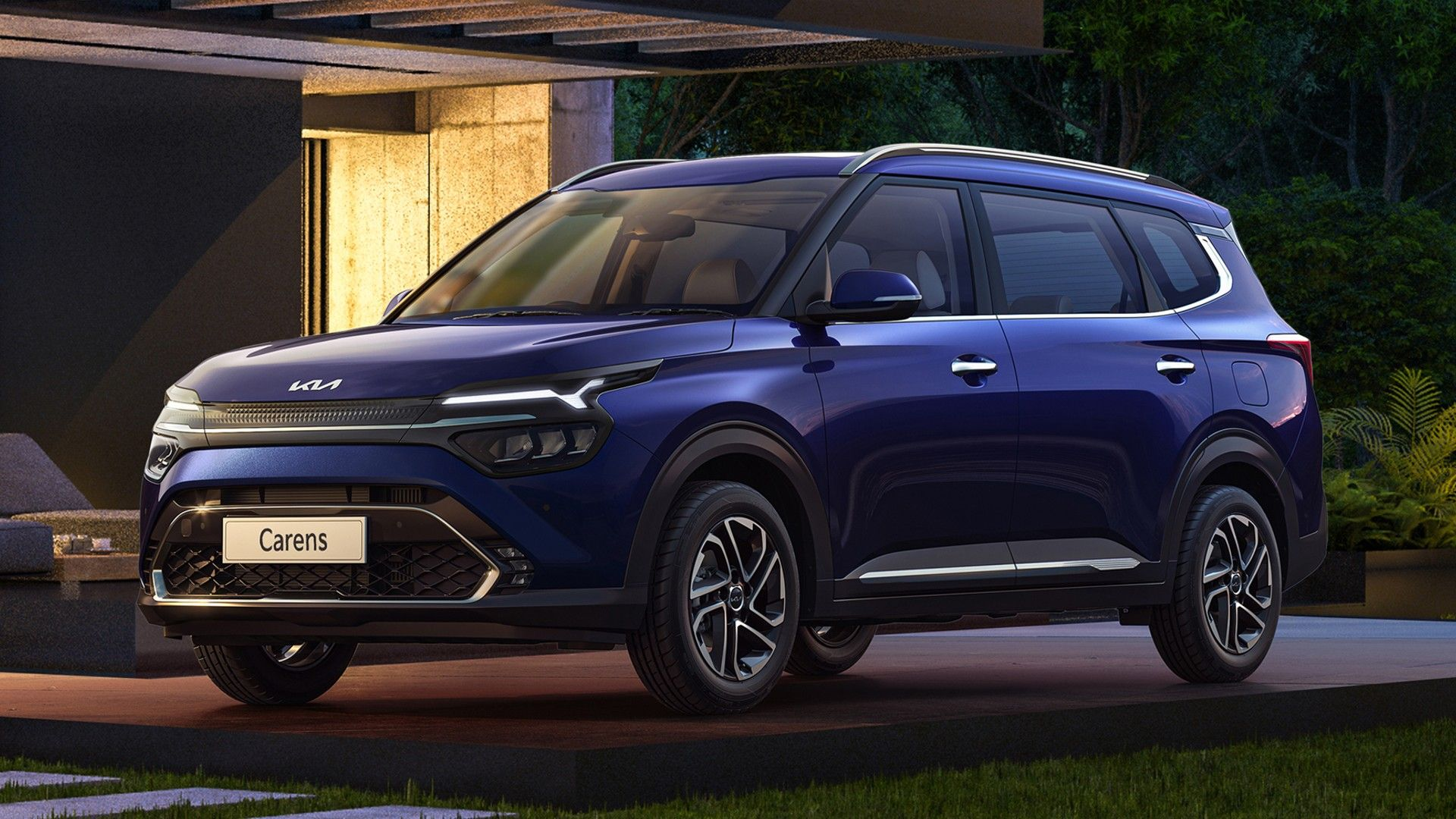
Cuarta generación del Kia Carens (KY, 2021-presente)

El Kia Carens es un monovolumen del segmento E producido por el fabricante surcoreano Kia Motors desde el año 1999, después rebautizado en 2021. Es un cinco puertas con cinco o siete plazas, motor delantero transversal y tracción delantera. Algunos de sus rivales son el Hyundai Creta Grand (Alcazar), Honda BR-V, el Mazda 5, el Nissan Almera Tino y el Toyota Innova.

## Kia Carens III
Con el código de producción RP, apareció en el mercado en el año 2013 para sustituir al modelo del mismo nombre (UN) y basada en el desarrollo del Kia Cee'd, contaba con una carrocería ligeramente más pequeña que la del modelo al que reemplazaba (4,52 cm), pero con mayor distancia entre ejes (5 cm). Mecánicamente, se equipaba con 2 motores GDi, 1,6 de 135 cv y 2,0 litros de 166 cv y el 1,7 CRDi en potencias desde los 115, 136 y 141 cv, disponibles todos ellos, según mercado y contaba con soluciones que mejoraban su desempeño en ecología y cuidado del medio ambiente, como el sistema ISG (Intelligent Stop & Go) que detiene el motor en paradas. Todos sus motores cumplían las normativas Euro V y/o VI.
Existían diferentes niveles de equipamiento. En España eran cinco: «Basic», «Concept», «Drive», «x-Tech» y «Emotion». El Kia Carens podía tener elementos de equipamiento como cámara de visión trasera para facilitar las maniobras, programador de velocidad o climatizador bizona. También podía llevar un techo de cristal panorámico, acceso y arranque sin llave, faros traseros con tecnología LED (el modelo puede variar), una pantalla táctil de 4,3 pulgadas en la consola para el equipo de sonido y otros sistemas del coche y un navegador con pantalla táctil de siete pulgadas (desde finales de 2017 el equipo multimedia del Carens podía contar con Apple CarPlay y Android Auto). El habitáculo podía tener como color principal el negro  o el beige.
A principios de este mismo año (2017) sufrió un restyling de media vida en el cual fue rediseñada la parrilla delantera con una mayor entrada de aire y un cromado que unía esta a los faros. También aportaba cambios en las llantas de los modelos. 
Existían varios elementos de equipamiento (algunos no disponibles en todos los países), como la alerta por cambio involuntario de carril, el volante y los asientos de las dos primeras filas con calefacción —los delanteros también con ventilación— y un sistema de aparcamiento semiautomático por el que el conductor solo tiene que accionar los pedales del freno y el acelerador. El sistema de iluminación de serie, compuesto por faros halógenos, pero cuenta con pilotos homologados con la normativa CEPE/ONU 48, por lo que podía ser equipada con equipos homologados de Xenón de hasta 2000 lm en Europa.
El organismo EuroNcap ha calificado con 5 estrellas (puntuación máxima) a este modelo.